# Спілка бідних хліборобів
Спілка бідних хліборобів, також відома як Селянська група анархо-комуністів або Гуляйпільська анархістська група , була підпільною анархістською організацією, яка діяла в 1905–1908 роках у районі Гуляйполя та його околицях на території сучасної України.

## Підґрунтя
Під час Революції 1905 року по всій Україні прокотилася хвиля анархістської активності, у великих містах організовувалися страйки та ради, тоді як войовничі групи, такі як «Чорне знамено», здійснювали терористичні акти проти Російської імперії. Але після поразки революції та проведення реформ російським прем’єр-міністром Петром Столипіним анархісти в маленькому південноукраїнському містечку Гуляйполе почали вважати своїм найближчим завданням насильницьку боротьбу з царською поліцією. 
У 1906 році український чеський учитель на ім’я Вольдемар Антоні почав ділитися своєю анархістською політичною філософією з колишніми однокласниками у своєму рідному місті Гуляйполе, створивши місцеву анархо-комуністичну групу: Спілка незаможних селян. Група залучила близько дюжини основних членів, переважно із селян регіону, а новоприбулі проходили випробувальний термін політичної освіти, перш ніж стати повноправними членами. До групи швидко приєднався Олександр Семенюта, місцевий селянин, який пішов у підпілля після ухилення від призиву на військову службу, який став основним постачальником зброї для групи.

## Кримінальна діяльність (1906-1908)
У період з вересня 1906 по липень 1908 група здійснила серію збройних пограбувань і вбивств. 
18 вересня (5 вересня по старому стилю) 1906 року,  група здійснила своє перше пограбування проти місцевого торговця, відомого як Пельщинер, під час якого троє озброєних членів оточили його будинок і змусили його віддати свої гроші та коштовності.
Друге пограбування група здійснила 23 жовтня (10 жовтня по старому стилю) 1906 року, вкравши 500 рублів у місцевого поета-націоналіста Грицька Кернеренка.  Ці гроші вони витратили на вживаний гектограф, на якому друкували власні листівки з нападками на реформи Столипіна та лайкою проти куркулів. 
26 листопада (13 листопада по старому стилю) 1906 вони здійснили своє третє пограбування проти місцевого промисловця Марка Кернера [9], у якого семеро членів групи вкрали готівку та злиток срібла, деякі з яких, за його словами, були у нервовому стані. Через два дні вони надіслали йому листа, шкодуючи, що не змогли вкрасти ще більше його грошей, і погрожували підірвати його будинок, якщо він продовжить інформувати поліцію про їхню діяльність. 
Після арешту деяких їхніх членів, у тому числі молодого Нестора Махна, група вирішила заховатися на решту зими. У серпні 1907 року вони перегрупувалися і вирушили до Гайчура, щоб здійснити своє четверте пограбування на купця Гуревича. Вночі четверо членів озброєної групи увірвалися в його будинок і вимагали гроші, назвавшись анархо-комуністами, але племінник Гуревича кричав на допомогу, змусивши їх втекти без жодної здобичі. 
1 листопада (19 жовтня по старому стилю) 1907 вони здійснили чергове пограбування поштового візка, під час якого вбили місцевого офіцера поліції. Як компенсацію за його смерть група залишила вдові офіцера 100 рублів з викрадених грошей.
Поліція спочатку не могла ідентифікувати нападників, але ув’язнений у Катеринославі Назарій Зуйченко повідомив їм особи анархістів: Вольдемар Антоні спланував напад і надав зброю, а сам напад здійснив Нестор Махно, Антон Бондаренко та Прокопій Семенюта, які також брали участь в інших пограбуваннях. Сам Махно згодом був заарештований за звинуваченням у вбивстві та експропріації, але швидко був звільнений через відсутність доказів. 
Незважаючи на посилення поліцейського розслідування їхньої діяльності, анархісти продовжували. 23 квітня (10 квітня) 1908  Іван Левадний і Наум Альтгаузен очолили рейд на Богодарове, пограбувавши купця на ім’я Левін його готівку та золото. 26 травня (13 травня) 1908  банда намагалася пограбувати іншого торговця, але не змогла вкрасти жодних грошей, і втекла після того, як дочка купця була поранена їхнім вогнем. 22 червня (9 червня) 1908 банда здійснила наліт на казенну винокурню у Новоселівці, під час якого було застрелено крамаря. 

## Полон і суд (1908-1910)
Після того, як група вбила інформатора поліції, влада почала активне полювання на учасників групи. Половина групи пішла в підпілля і продовжувала свою діяльність підпільно, інші учасники були заарештовані. За допомогою інформаторів правоохоронці з’ясували, що на 10 серпня (28 липня) 1908 року, група призначила зустріч у будинку Івана Левадного. Десять поліцейських оточили будинок і почалася перестрілка, під час якої був убитий командир поліції. Анархістам вдалося втекти вночі, але Прокопій Семенюта був поранений у ногу і вирішив застрелитися, щоб не гальмувати своїх товаришів, що втікали. Згодом Махно та Олександр Семенюта здійснили низку нападів на губернатора провінції, але всі вони були зірвані, а члени групи втекли в перестрілці з поліцією. 
Караченцев, начальник міліції в Гуляйполі, відповів серією арештів членів групи, незважаючи на відсутність достатніх доказів проти них. Він вистежив низку анархістів, які переховувалися в Катеринославі, захопивши Альтгаузена, Лісовського, Левадного та Зуйченка. Під час допиту Левадний зірвався під тиском і повідомив поліції всю історію угруповання, у той час як Альтгаузен також зізнався в участі в ряді пограбувань, в яких пізніше був звинувачений Махно як провокатор. Після зізнань Зуйченка, було заарештовано ще більше анархістів, група врешті постала перед судом.
Судовий процес надав Караченцеву необхідну інформацію для арешту ще більшої кількості гуляйпільських анархістів, у тому числі Нестора Махна. Незважаючи на те, що інші учасники групи зізналися, Махно рішуче заперечував усі звинувачення проти нього. Але 14 вересня (1 вересня) 1908 року, було перехоплено низку записок Махна, одна з яких наказувала Левадному не звинувачувати їхніх товаришів, а інша детально описувала плани втечі з в'язниці. Показання свідків, у тому числі брата Шевченко, ще більше викривали учасників групи. Після ідентифікації лідерів угруповання Вольдемар Антоні та Олександр Семенюта втекли до Бельгії, де планували подальші дії. 
Незважаючи на те, що багато членів групи відмовилися від своїх зізнань, стверджуючи, що їх чинили під тиском, подальше зізнання Зуйченка викрило їх усіх, одного з учасників групи було повішено 30 червня (17 червня) 1909 року, інший помер від тифу під час ув’язнення. Переведені до Олександрівська, обвинувачені рік утримувалися у в'язниці, поки прокуратура продовжувала розслідування.  Під загрозою смертної кари, кілька членів групи намагалися втекти з в'язниці взимку 1909 року, але не змогли. Махно протримався лише два дні до свого повторного арешту, а Левадний загинув у сніговій бурі. Приблизно в цей же час Олександр Семенюта повернувся до Гуляйполя з Бельгії. Бажаючи помститись за смерть брата, Семенюта вбив Караченцева після того, як той пішов з місцевого театру. З нагородою за голову, Семенюта майже рік уникав арешту, але він був оточений у своєму будинку поліцією і застрелився, щоб уникнути захоплення.
У березні 1910 року Одеським військовим округом полонених було переведено до Катеринослава для військово-польового суду.  Шістнадцять членів угруповання були звинувачені в експропріації, незаконних об'єднаннях і незаконних зібраннях. Всі вони були визнані винними і засуджені до смертної кари.  Хоча після 52 днів у камері смертників вирок Нестеру Махно замінили на довічне ув’язнення через неповнолітній вік.  Згодом Махно був переведений до Бутирської в'язниці, де потрапив під опіку Петра Аршинова і отримав від нього різносторонню освіту.  Остаточно Махно та його товариші були звільнені під час Лютневої революції, після чого Махно повернувся до Гуляйполя. 

## Революційна діяльність (1916-1919)
Оскільки більшість їхніх товаришів були у в’язниці, мертві чи заслані, кілька членів, що залишилися, змогли відновити групу лише в травні 1916 року. Згодом реформована група переключила свою увагу на пропаганду, яку вони проводили аж до спалаху революції 1917 року. У перший день Лютневої революції група під чорними прапорами очолювала процесію до могил загиблих товаришів, серед яких були Прокопій та Олександр Семенюти.
24 березня Махно повернувся до Гуляйполя, де його зустріли вцілілі учасники групи. Махно намагався переконати багатьох членів групи у своїй організаційній тактиці, оскільки багато з них бажали зосередитися на поширенні пропаганди, але він швидко схилив їх до свого плану. Наступного тижня він створив широку Селянську спілку і був обраний її головою, залучивши майже все селянство міста протягом кількох днів. Коли місцевий орган Тимчасового російського уряду, відомий як Громадський комітет, провів вибори на початку квітня, він був взятий під контроль членів і симпатиків Селянської спілки.  Це прискорило темп революції в Гуляйполі, оскільки місцеві селяни та робітники захопили контроль над землею та промисловістю, заснувавши мережу сільськогосподарських комун по всьому регіону. Натхненна працею каталонського педагога Франсеска Феррера і Гуардіа, група також взялася за реформування місцевої системи освіти.  Сам Махно здійснив обшук в архівах місцевої поліції та виявив особи поліцейських інформаторів, які видали групу в 1908 році, зрештою знайшов інформатора на прізвисько Шаровський і розстріляв його.
За кілька місяців представники Тимчасового уряду були вигнані з міста, а участь селянства в місцевих справах різко зросла.  У серпні 1917 року Махно їде до Катеринослава, де як делегат від Гуляйполя бере участь у губернському з’їзді рад і селянських спілок. З'їзд ухвалив рішення про реорганізацію селянських спілок Катеринославської губернії в ради.  Після Жовтневої революції Гуляйпільська Рада організувала підтримку Української Народної Республіки Рад, що перевело Південну Україну під «радянську владу».  Але після ратифікації Брест-Литовського договору Україна зазнала вторгнення Центральних держав. 
До цього часу загострилася напруга між анархістами та українськими націоналістами. Коли один член партії українських есерів погрожував анархістам розплатою, група анархістів відповіла його вбивством. Махно спробував усунути розбіжності, створивши спільну комісію з анархістів і націоналістів, але це відштовхнуло молодших членів групи, які сприйняли це як компроміс із «контрреволюціонерами». У відповідь Махно запропонував угрупованню створити революційний авангард і взяти на себе керівну роль у боротьбі з контрреволюцією.  Згодом вони організували селянські загони для опору вторгненню, але після того, як їх було відправлено, Спілку бідних хліборобів було скинуто з влади українськими націоналістами, а місто потрапило під контроль австро-угорської армії. Перевороту сприяв один із колишніх членів групи, Лев Шнайдер, який приєднався до націоналістичної справи.
У квітні 1918 р. українські партизани-анархісти перегрупувалися в Таганрозі, де провели конференцію, щоб обговорити ситуацію та способи реагування. Махно закликав Спілка бідних хліборобів, що залишився в Гуляйполі, чинити опір окупації та знову підняти свій прапор із написом «Завжди з пригнобленими проти гнобителів».  Партизани також планували самі повернутися до Гуляйполя в липні 1918 р., щоб підняти повстання проти Української Держави. Після повернення вони стали ядром Революційної повстанської армії України, яка під час Української війни за незалежність перевела більшу частину південної України під контроль анархістів. Багато членів Спілки бідних хліборобів пішли до повстанських військ, щоб захистити Гуляйполе від будь-яких майбутніх можновладців.  Один із учасників групи, Абрам Буданов, заснував культурну організацію Повстанської Армії та почав видавати анархічну пропаганду. 
У жовтні 1918 року Спілка бідних хліборобів перегрупувався в Гуляйполі і розширив свій вплив, заснувавши осередки в Дібрівці та Покровське. До грудня вони знову відкрили в місті анархічний клуб і випустили серію листівок, які агітували селянство боротися проти білого руху.  Група також відновила створення комун, зрештою відмовившись від пропагандистської роботи на користь організаційних чи військових завдань. 
Коли в січні 1919 року вперше було запропоновано союз із більшовиками, Спілка бідних хліборобів виступила проти цього, один із делегатів на анархістському з’їзді в Єлизаветграді виявляв яскраво виражений антибільшовизм.  Того ж місяця до Спліки в Гуляйполі приєдналася ще одна анархістська організація: «Набат».  Відносини між ними спочатку були теплими, оскільки обидва не погоджувалися на махновсько-більшовицький союз.  Але суперечка за територію махновщини призвела до розколу між ними, оскільки гуляйпільські анархісти наполягали на контролі насамперед у рідному регіоні.  До літа 1919 року остаточний контроль анархістів над Гуляйполем знову був втрачений, цього разу через Білий рух. Потім Спілка бідних хліборобів почав зникати з історичних записів, оскільки він більше не міг ефективно та відкрито працювати в умовах окупації Збройними силами Півдня Росії. 

## Членство
Спілка бідних хліборобів складався здебільшого з молодих людей віком від 15 до 25 років і був етнічно різноманітним, що відображало склад місцевого населення.  На судовому процесі в березні 1910 р. членами групи, причетними до діяльності «нелегального диверсійного товариства», були: 
|     | Ім'я               | Національність | Стан     | Вирок                                                                      |
| --- | ------------------ | -------------- | -------- | -------------------------------------------------------------------------- |
| 1.  | Нестор Махно       | Українець      | Селянин  | Смертна кара (замінена довічним ув'язненням з виправно-трудовими роботами) |
| 2.  | Антон Бондаренко   | Українець      | Селянин  | Невідомо                                                                   |
| 3.  | Єгор Бондаренко    | Українець      | Селянин  | Смертна кара                                                               |
| 4.  | Клим Кириченко     | Українець      | Селянин  | Смертна кара                                                               |
| 5.  | Пилип Чернявський  | Українець      | Селянин  | Невідомо                                                                   |
| 6.  | Пилип Оніщенко     | Українець      | Селянин  | Невідомо                                                                   |
| 7.  | Петро Оніщенко     | Українець      | Селянин  | Невідомо                                                                   |
| 8.  | Іван Шевченко      | Українець      | Селянин  | Смертна кара (судили і стратили раніше за інших)                           |
| 9.  | Матринова          | Українець      | Селянин  | 6 років виправно-трудових робіт                                            |
| 10. | Заболодський       | Українець      | Селянин  | 6 років виправно-трудових робіт                                            |
| 11. | Єфім Орлов         | Росіянин       | Селянин  | Смертна кара (замінена довічним ув'язненням з виправно-трудовими роботами) |
| 12. | Наум Альтгаузен    | Єврей          | Містянин | Смертна кара                                                               |
| 13. | Лейба Горелік      | Єврей          | Містянин | Невідомо                                                                   |
| 14. | Казимир Лісовський | Поляк          | Містянин | 6 років виправно-трудових робіт                                            |

Серед інших членів були: українець Левадний, який за офіційними повідомленнями помер від тифу в лазареті, хоча Махно стверджував, що його задушив інший в’язень-анархіст; єврей Кшива, страчений 17 червня 1909 року за вбивство агента-провокатора; та українець Назарій Зуйченко, поліцейський інформатор, який нібито захворів на тиф ще до того, як міг постати перед судом.  Брати Нестора Савелій Махно та Григорій Махно також входили до групи.

## Ідеологія
Ідеологія Спілки бідних хліборобів ґрунтувалася на анархо-комунізмі. Група виступала за створення бездержавного суспільства, заснованого на вільних асоціаціях комун, що має бути досягнуто через соціальну революцію. Вони вважали експропріацію та тероризм виправданою тактикою в боротьбі за лібертаріанський комунізм.
Після революції 1917 року під впливом Нестора Махна група почала виступати за створення вільних рад і повалення російського Тимчасового уряду. Махно стверджував, що в основному безструктурне угруповання потребує реорганізації за більш тісно скоординованими лініями, щоб воно було здатним досягти своїх анархічних цілей. Він заявив, що він сповнений рішучості відмовитися від старих повстанських тенденцій і ізольованості групи, щоб налагодити тісніші зв'язки з селянськими масами і готуватися до організованої збройної боротьби. 

## Спадщина
Члени, які змогли уникнути полону, продовжили свою діяльність у Гуляйполі, заклавши основу для лібертаріанського відродження під час Революції 1917 року.  Після Лютневої революції Нестор Махно був звільнений з ув'язнення і повернувся до Гуляйполя, де був обраний головою місцевої ради і очолив Революційну повстанську армію України (РПАУ). До 1921 року РПАУ було розгромлено Червоною армією, і Махно був змушений виїхати у Францію, де він і помер у 1934 році.
Після десятиліть вигнання в Південній Америці Вольдемар Антоні зрештою повернувся в Україну як «радянський патріот», відвідавши Гуляйполе на 50-річчя Жовтневої революції. 